# 協成大学校
協成大学校（ヒョプソンだいがっこう）は、京畿道華城市にある大韓民国の私立大学。
1977年4月に創立したソウル神学校を源流として、1993年2月に協成神学大学校に名称を変更し、1994年9月に総合大学として協成大学校に改称された。

## 学部
- 神学部
- 人文社会科学部
- 経営学部
- 理工学部
- 芸術学部
- 教養学部

## 大学院
- 一般大学院
- 神学大学院
- 社会福祉大学院
- 教育大学院